# Edwin Meredith
Edwin Thomas Meredith, född 23 december 1876, död 17 juni 1928, var en amerikansk publicist och politiker.
Han föddes i Avoca, Iowa. Hans företag Meredith Corporation publicerade tidskriften Successful Farming. Han tjänstgjorde som USA:s jordbruksminister 1920-1921 under president Woodrow Wilson. Han grundade 1922 tidskriften som senare blev Better Homes and Gardens.